# Terry Richardson
Terry Richardson, född 14 augusti 1965 i New York, är en amerikansk modefotograf, son till modefotografen Bob Richardson.
Richardson växte upp i Hollywood. Han har fotograferat kampanjer för bland annat Gucci, Sisley, Miu Miu, Levi's, Eres, Chloe, Carolina Herrera, Happy Socks, Nike och Kenneth Cole. Han ses som en av samtidens mest kontroversiella fotografer då han ofta för in pornografiska referenser i vanliga sammanhang. Som tonåring började han fotografera Los Angeles punk- och skatescen och med senare samarbeten med bland annat Harmonie Korine, Vincent Gallo och Chloë Sevigny ses han som en av de främsta bidragarna till skildringen av den amerikanska independentscenen.